# Louisenfeld
Louisenfeld ist ein Weiler zwischen der Mecklenburgischen Seenplatte und der Mecklenburgischen Schweiz, etwa 15 km nordwestlich von Waren (Müritz) entfernt. Die Ortschaft liegt am Südrand des Naturparkes Mecklenburgische Schweiz und Kummerower See.
Verwaltungstechnisch ist Louisenfeld ein Ortsteil der Gemeinde Grabowhöfe und hat etwa 60 Einwohner. Zum Ort gehören neben dem ehemaligen Gutshaus und den daneben liegenden kleineren Häusern einige freistehende Höfe.
Louisenfeld ist ein „junges“ Dorf. Es wurde erstmals 1878 im Staatskalender von Mecklenburg-Schwerin als Louisenfeld bezeichnet. Zuvor gab es hier nur eine Meierei Grabowhöfe.
Sehenswert
- Bronzezeitliches Hügelgrab
- Frühdeutscher Turmhügel aus dem 14. Jahrhundert
- Gutshaus Louisenfeld als eingeschossiger, 11-achsiger Backsteinbau von 1870